# Meinrad Miltenberger
Meinrad Miltenberger (Herdecke, 6 dicembre 1924 – Herdecke, 10 settembre 1993) è stato un canoista tedesco.

## Palmarès
- Olimpiadi
  - Melbourne 1956: oro nel K2 1000 m.

- Mondiali
  - 1954: oro nel K2 500 m e argento nel K1 500 m.
  - 1958: oro nel K1 4x500 m e bronzo nel K2 500 m.